# Referéndum de Islandia de 1944
Un referéndum se llevó a cabo en el Reino de Islandia en 1944, entre el 20 y el 23 de mayo. Se pedía a los votantes que decidieran sobre la conservación de la Unión personal con Dinamarca establecida por el Acta de Unión en 1918, y posteriormente otro referéndum sobre si la nueva constitución debía ser republicana. Ambas medidas fueron aprobadas con más de 98% a favor. La participación electoral fue del 98,4%, y del 100% en dos regiones, Seyðisfjörður y Vestur-Skaftafellssýsla. El 17 de junio, la República de Islandia fue oficialmente declarada, y Sveinn Björnsson fue elegido su primer Presidente.
Al momento de la declaración de la República, Dinamarca estaba ocupada por la Alemania Nazi, por lo que fue visto como una ofensa hacia el pueblo danés poner fin a la Unión personal de forma unilateral. Sin embargo, el Rey Cristián X de Dinamarca envió un mensaje de felicitación al pueblo islandés.

## Resultados

### Abolición de laUnión personal
| Choice                             | Votes  | %    |
| ---------------------------------- | ------ | ---- |
| A favor                            | 71.122 | 99.5 |
| En contra                          | 377    | 0.5  |
| Votos en blanco/inválidos          | 1.559  | –    |
| Total                              | 73.058 | 100  |
| Votantes registrados/participación | 74.272 | 98.4 |
| Source: Nohlen & Stöver            |        |      |

### Constitución republicana
| Choice                             | Votes  | %    |
| ---------------------------------- | ------ | ---- |
| A favor                            | 69.435 | 98.5 |
| En contra                          | 1,051  | 1.5  |
| Votos en blanco/inválidos          | 2.572  | –    |
| Total                              | 73,058 | 100  |
| Votantes registrados/participación | 74.272 | 98.4 |
| Source: Nohlen & Stöver            |        |      |